# Jan DeGaetani
Jan (Janice) DeGaetani, née à Massillon, Ohio, le 10 juillet 1933 et morte à Rochester, dans l'État de New York, le 15 septembre 1989, est une mezzo-soprano américaine renommée pour ses interprétations du répertoire vocal contemporain.

## Biographie
Formée à la Juilliard School par Serge Kagen, pour sa grande étendue vocale, sa précision vocale, et le ton clair de sa voix, elle était parfaitement adaptée aux exigences du style moderne et de l'avant-garde. Son enregistrement du Pierrot lunaire de Schoenberg est un classique de la discographie de cette œuvre (son usage de l'atonalité, et la technique du sprechgesang, nécessitant une grande sensibilité lyrique en fait une œuvre particulièrement difficile à chanter). Sa collaboration avec George Crumb a également été fructueuse, elle a créé son cycle mélodique Ancient Voices, et fut dédicataire de plusieurs de ses autres œuvres. Rare pour une chanteuse de son calibre (même si sa voix n'était pas aussi puissante que la plupart), DeGaetani s'est rarement produite à l'Opéra, préférant se consacrer à l'art du récital.
Ses capacités dans les  langues étrangères ont également fait d'elle une interprète accomplie des lieder ; elle a chanté et enregistré des œuvres de compositeurs tels que Hugo Wolf, Hector Berlioz et Gustav Mahler et a été remarquée pour l'intelligence analytique de ses interprétations. Elle a aussi abordé le répertoire mélodique américain, comme   les 12 poèmes d'Emily Dickinson d'Aaron Copland, et les Songs de Charles Ives. À l'autre extrémité de l'éventail, DeGaetani a été aussi une interprète de la musique médiévale et de la Renaissance.
DeGaetani a fait ses débuts à New York en 1958. Ensuite, elle s'est produite régulièrement avec le Contemporary Chamber Ensemble, elle est également apparue avec plusieurs orchestres de renommée internationale, y compris le New York Philharmonic, le Philadelphia Orchestra, l'Orchestre philharmonique de Berlin, l'Orchestre symphonique de la BBC et l'Orchestre symphonique de Chicago, faisant  de nombreux enregistrements avec eux et dans la musique de chambre. Elle a été professeur de chant à l'Eastman School of Music et artiste en résidence au Aspen Music Festival à partir de 1973 et jusqu'à sa mort. Parmi ses étudiants, les sopranos Dawn Upshaw, Karen Holvik et Renée Fleming, et le baryton William Sharp.
DeGaetani est morte en 1989, à 56 ans, des suites d'une leucémie.

## Discographie
- Pierrot Lunaire de Schoenberg (1971)
- Songs by Stephen Foster, avec Leslie Guinn	(1972)
- Las Cantigas de Santa Maria - Songs and Instrumental Music from the Court of Alfonso X, avec le Waverly Consort, Michael Jaffee, dir. (1972)
- Lieder extraits du Spanisches Liederbuch d'Hugo Wolf (1974)
- Lieder de Schubert / Le Livre des jardins suspendus, op. 15, de Schoenberg (1975)
- Ancient Voices of Children de George Crumb (1975)
- Songs de Charles Ives (1976)
- Songs by Stephen Foster, Volume II avec Leslie Guinn (1976)
- Classic Cole chansons de Cole Porter, avec Leo Smit, piano (1977)
- Chansons madécasses de Ravel (1978)
- Mélodies de Serguei Rachmaninoff et Ernest Chausson (1980)
- Duos & quatre Lieder, Op. 98a, de Robert Schumann, avec Leslie Guinn (1983)
- Apparition de George Crumb / Songs de Charles Ives (1983)
- Lieder de Brahms (1983)
- Moore's Irish Melodies (1984)
- Chansons de Bilitis et Fêtes Galantes de Debussy / Histoires Naturelles de Ravel (1984)
- The Nursery Cycle de Moussorgsky / Mélodies de Tchaikovsky (1985)
- Lullabies and Night Songs d'Alec Wilder (1985)
- Songs of America on Home, Love, Nature, and Death - anthologie (1988)
- Les Nuits d'été de Berlioz et 5 Wunderhorn Lieder & 5 Rückert Lieder de Mahler (1989)
- Jan DeGaetani in Concert, Volume One: La Chanson d'Ève de Gabriel Fauré / Dark upon the Harp de Jacob Druckman (1991)
- Jan DeGaetani in Concert, Volume Two: Frauenliebe-und-leben de Schumann / Zigeunerlieder et autres mélodies de Brahms (1991)
- Aaron Copland 81st Birthday Concert at the Library of Congress avec Leo Smit (1993)
- Jan DeGaetani in Concert, Volume Three: Chostakovich, Welcher, Kurtág (1995)
- Jan DeGaetani in Concert, Volume Four: Récital de musique ancienne (1999)